# Friederike Pezold
Friederike Pezold, auch Frederike Pezold (* 14. August 1945 in Wien) ist eine österreichische Videokünstlerin, Filmemacherin und Fotografin.

## Leben
Friederike Pezold studierte Kunst und Philosophie an der Kunstakademie München und war zunächst als Zeichnerin tätig. 1968 wirkte sie an Werner Herzogs Film Lebenszeichen mit.
1971 schuf sie ihre ersten Videografiken. In Fotoserien und Videofilmen machte sie immer wieder ihren eigenen, schwarz-weiß bemalten Körper zum Gegenstand ihrer Kunst. Dabei war es ihr Anliegen, Subjekt und Objekt zu gleich sein. Am 4. April 1977 gründete sie dazu ihr „Radio Freies Utopia“, das vor allem aus einem Aufnahmegerät mit Monitor am eigenen Körper bestand, der es ihr ermöglichte, ihre Aufnahmen von sich gleichzeitig wie in einem Spiegel zu betrachten. So sah sie sich selbst als Malerin und Modell in einer Person.
In dieser von ihr „leibhaftige Zeichensprache“ genannten Weise entstanden Videofilme wie Der Tempel der schwarz-weißen Göttin (1977) und Madame Cucumaz oder die Experimentalfilme Toilette (1979), der sie selbst mit bewusst überzogener Ausführlichkeit beim Anziehen zeigt und Canale Grande (1983), der, mit Elfi Mikesch als Kamerafrau, die Reaktionen ihrer Umwelt auf sie und ihr Videogerät reflektiert, und Irrsee (1984). 1995 gründete Friederike Pezold ihr eigenes Erstes Wiener Museum für Video Art und Body Art. Heute ist ihr Werk in namhaften Sammlungen wie der Hamburger Kunsthalle, der Österreichischen Galerie Belvedere oder dem  Zentrum für Kunst und Medien vertreten.

## Ausstellungen (Auswahl)
- 1969: Haus der Kunst / München
- 1972: Galleria Numero / Venedig Rom
- 1975: 9. internationale Biennale Paris / Museé d’Art
- 1975: Städtische Galerie im Lenbachhaus / München
- 1976: Museum of Modern Art / New York (Line Up)
- 1977: Documenta 6 / Kassel / „Der Tempel der schwarzweißen Göttin“
- 1983: Teilnahme an Aktuell 83
- 1984: Biennale Venedig / c/o Internationaler Pavillon („ROSA NIRWANA“ „NIRWANA ROSA“)
- 1985: Museum of Modern Art / New York / c/o New Directors / New Films mit „Canale Grande“
- 1988: Centre Georges Pompidou / Paris / „The Arts for TV“
- 1988: Tate Gallery / London / „The Arts for TV“
- 1989: Berliner Filmfestspiel / Berlin (mit „Allein gegen die Würstel“)
- 1989: Cannes (mit „Allein gegen die Würstel“)
- 1991: Museum of the 21. Century / Vienna („The newest electronic sculptures“)
- 1995: gründete Friederike Pezold ihr eigenes Erstes Wiener Museum für Video Art und Body Art.
- 2011: Hamburger Bahnhof / Berlin
- 2013: Hamburger Bahnhof / Berlin („Die neue leibhaftige Zeichensprache nach den Gesetzen von Anatomie, Geometrie und Kinetik“)
- 2015: Feministische Avantgarde der 1970er-Jahre. Werke aus der Sammlung Verbund, Wien, Hamburger Kunsthalle.[2]
- 2017: WOMAN. Feministische Avantgarde der 1970er-Jahre aus der Sammlung Verbund, MUMOK, Wien.[3]
- 2017–2018: Feministische Avantgarde der 1970er-Jahre aus der Sammlung Verbund, Wien.[4] Zentrum für Kunst und Medien, Karlsruhe, DE.[5]
- 2018–2019: Feminist Avant-garde / Art of the 1970s SAMMLUNG VERBUND Collection, Vienna, The Brno House of Arts, Brünn, Tschechien.[6]